# Pottsville, Arkansas
Pottsville là một thành phố thuộc quận Pope, tiểu bang Arkansas, Hoa Kỳ. Năm 2010, dân số của thành phố này là 2838 người.

## Dân số
- Dân số năm 2000: 1271 người.
- Dân số năm 2010: 2838 người.